# Ash Flat
Ash Flat är en ort i Fulton County, och Sharp County, i Arkansas. Ash Flat är administrativ huvudort i Sharp County. Postkontoret i Ash Flat öppnades år 1856. Vid 2010 års folkräkning hade Ash Flat 1 082 invånare.

## Kända personer från Ash Flat
- Preacher Roe, basebollspelare